# Beauty and the Beast (album)
 For alternative betydninger, se Skønheden og udyret (flertydig). (Se også artikler, som begynder med Skønheden og udyret)
Beauty and the Beast er et album med A-Moe, udgivet i 2005. Dette er bandets debutalbum.

## Trackliste
1. A-moe
2. Bagpipe
3. Over the Rainbow
4. Shaboom
5. Forever In My Mind
6. Mom Is Home
7. Touch Me
8. Little Red Riding Hood
9. A-moe Live
10. Beauty and the Beast
11. Moviestar
12. Mom Is Home – Extended Mix
13. Bagpipem – Extended Mix
14. Little Red Riding Hood – Extended Mix
15. Over the Rainbow – Extended Mix
16. Shaboom – Extended Mix